# Trachyarus parvipennis
Trachyarus parvipennis là một loài tò vò trong họ Ichneumonidae.